# 사청동 해방파
사청동 해방파(일본어: 社青同解放派 샤세이도카이호하[*]), 약칭 해방파(일본어: 解放派 카이호하[*])는 1965년에서 1971년까지 존재한 사청동계 일본 신좌파 정파다. 중심 정치조직은 혁명적노동자협회(일본어: 革命的労働者協会 카쿠메이테키로도샤쿄카이[*]), 약칭 혁노협(革労協)이었다.
설립자는 다키구치 히로히토, 지도자는 가사하라 마사요시, 다카미 게이시, 사마 요시아키 등. 기관지는 『해방』(解放, 구칭 『혁명』). 학생조직은 반제학생평의회(反帝学生評議会, 약칭 반제학평). 대중조직은 프롤레타리아 통일전선(プロレタリア統一戦線, 약칭 프로통). 하이바는 담청색. 구호는 “만국의 프롤레타리아여 단결하라!”
신좌파 정파들 중 유일하게 일본공산당이 기원이 아니다. 지도부가 다른 신좌파들 보다 10년 정도 젊다. 1960년대 초반 아무것도 없는 상태에서 5년간 전국조직을 건설했다.
1960년대 초반, 일본사회당의 구조개혁론 논쟁이 사회당의 협력단체인 사청동에까지 번져와 1964년 2월 사청동 제4차 대회에서 협회파(좌파)가 구조개혁파(우파)로부터 지도권을 빼앗는 등 사청동 내부의 대립이 심해지고 있었다. 그때즘부터 해방파(극좌파)가 나타나기 시작하여 1965년 3월 공식적으로 "사청동 해방파"를 결성했다. 해방파는 협회파와 대립이 깊어져 1967년 9월 3일 도요에서의 충돌(9·3 사건)을 비롯하여 각지에서 폭력적 충돌을 일으켰고, 1969년 10월 독자적인 정치조직인 혁명적노동자협회(혁노협)을 결성하기에 이른다. 혁노협을 결성하면서 공개적으로 사민·민동의 해체를 주장하여, 1970년 이후 사회당에서 해방파는 숙청되었다. 숙청을 피한 사람들도 사회당 당내에서 해방파로 활동할 수는 없게 되었다. 사청동에서는 1971년 2월의 제10차 대회에서 해방파를 제명했다. 집단 제명된 해방파는 71년 9월 독자적으로 "사청동 제10회 재건대회"를 개최하고 자파 산하의 사청동을 결성했다. 기관지는 『단결의 보루』(団結の砦). 이로써 1970년대의 사회당, 사청동의 분파로서의 성격을 탈각하고 별개의 정파가 되었다.
다른 많은 신좌파가 트로츠키주의 또는 레닌주의 노선을 취하는 반면, 해방파는 제1인터내셔널의 정통 마르크스주의 복권을 주장하며 볼셰비키 전위당 이론 같은 외부 주입에 의한 민중지도 노선을 비판했다. 말하자면 반볼셰비즘, 반레닌주의, 룩셈부르크주의, 좌파공산주의, 노동자야당주의(알렉산드라 콜론타이 등) 입장이라고 할 수 있다. 다만 레닌주의의 전위당 이론을 부정했지만 공산주의 통신위원회(共産主義通信委員会)라는 전위조직이 존재하기는 했다. 다른 신좌파들이 스스로를 "변질된 사회당·공산당과 차별되는 진정한 전위공산당"이라고 의식하고 있던 바 일본공산당을 취급도 안 해주던 것에 반해, 사청동 해방파는 일본공산당을 일본공산당이라고 불러 주었다. 여기에서도 전위당론을 부정하는 정파로서의 미묘한 차이를 발견할 수 있다. 또 정파간의 실력투쟁에 관해서도 혁마르파에서는 “권력의 주구”라고 매도하고 중핵파에서는 언급 자체를 자제하는 반면 해방파에서는 기관지상에서 긍정적으로 언급해주는 경우가 종종 있었다.
사청동 해방파와 혁노협을 동일시하기 쉽지만 정확하게는 다르다. 해방파 정파의 중심조직이 혁노협인 것은 틀림없지만, 협회파에 가까운 사민주의 집단에서 극좌폭력노선의 혁노협 최좌익(학생위원회 중심의 무장투쟁 강화를 주장하는 집단)까지 내포한 통일전선이 해방파다. 이렇게 다양한 조류를 내포했기 때문에 조직 내부적으로 항상 분쟁이 끊이지 않았다. 1981년 주류(사마파/현대사파)와 비주류(전협파/노대파)로 분열되었다. 또 1999년 주류파에서 적채사파가 이탈했다.